# 리타 블랑코

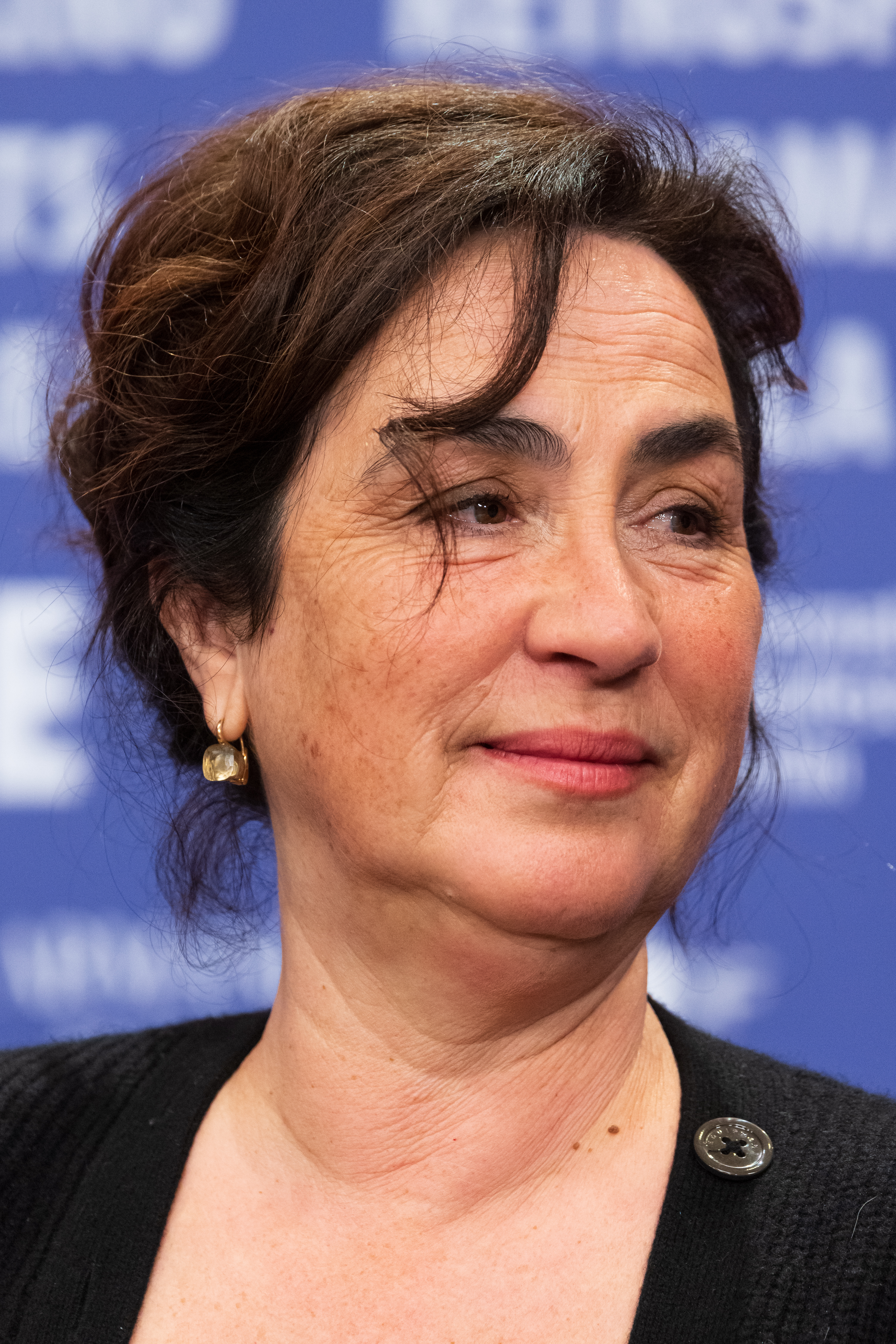

리타 블랑코(Rita Blanco, 1963년 1월 11일 ~ )는 포르투갈의 영화배우이다.
오에이라스에서 태어났다.

## 영화
- 파티마 (2017년)
- 콜로 (2016년)
- 체커게임 (2015년)
- 더 길디드 케이지 (2013년)
- 아무르 (2012년)
- 혈육(영어판) (2011년)
- 불안의 영화 (2010년)
- 노던 랜드 (2008년)
- 한 여름의 꿈(영어판) (2005년)
- 오 파타리스타 (2005년)
- 암흑의 밤 (2004년) - 셀레스트 핀토 역
- 불안 (1998년)
- 라스트 다이빙 (1992년) - 이본느 역
- 하드 타임즈 (1988년)